# Suzuki Equator
Le Suzuki Equator est un Nissan Frontier rebadgé lancé en 2009 aux États-Unis, ses ventes sont très faibles.